# Bordtennis under sommer-OL 2024
Bordtennis ved sommer-OL 2024 blev afholdt mellem 27. juli og 10. august 2024 på Paris Expo Porte de Versailles i Paris. Der vil blive konkurreret om fem begivenheder: singler og hold for mænd og kvinder, samt mixed double.

## Program
| P | Indledende runder | QF | Kvartfinaler | SF | Semifinaler | F | Finale |

| Øvelse↓ / Dato → | Lør 27. | Søn 28. | Man 29. | Tir 30. | Ons 31. | Tor 1. | Fre 2. | Lør 3. | Søn 4. | Man 5. | Tir 6. | Tir 6. | Ons 7. | Ons 7. | Tor 8. | Tor 8. | Fre 9. | Lør 10. |
| ---------------- | ------- | ------- | ------- | ------- | ------- | ------ | ------ | ------ | ------ | ------ | ------ | ------ | ------ | ------ | ------ | ------ | ------ | ------- |
| Herresingle      | P       | P       | P       | P       | P       | QF     | SF     |        | F      |        |        |        |        |        |        |        |        |         |
| Hold herrer      |         |         |         |         |         |        |        |        |        | P      | P      | P      | QF     | QF     | SF     | SF     | F      |         |
| Damesingle       | P       | P       | P       | P       | P       | QF     | SF     | F      |        |        |        |        |        |        |        |        |        |         |
| Hold damer       |         |         |         |         |         |        |        |        |        | P      | P      | P      | QF     | QF     |        | SF     |        | F       |
| Mixed double     | P       | QF      | SF      | F       |         |        |        |        |        |        |        |        |        |        |        |        |        |         |

## Medaljefordeling

### Medaljetabel
*   Værtsnation ( Frankrig)
| Rank           | NOC            | Guld | Sølv | Bronze | Total |
| -------------- | -------------- | ---- | ---- | ------ | ----- |
| 1              | Kina           | 5    | 1    | 0      | 6     |
| 2              | Sverige        | 0    | 2    | 0      | 2     |
| 3              | Japan          | 0    | 1    | 1      | 2     |
| 4              | Nordkorea      | 0    | 1    | 0      | 1     |
| 5              | Sydkorea       | 0    | 0    | 2      | 2     |
| 5              | Frankrig*      | 0    | 0    | 2      | 2     |
| Total (6 NOCs) | Total (6 NOCs) | 5    | 5    | 5      | 15    |

### Medaljevindere
| Event         | Guld                                        | Sølv                                                           | Bronze                                                |
| ------------- | ------------------------------------------- | -------------------------------------------------------------- | ----------------------------------------------------- |
| Herresingle   | Fan Zhendong · Kina                         | Truls Möregårdh · Sverige                                      | Félix Lebrun · Frankrig                               |
| Hold herrer   | Kina · Fan Zhendong · Ma Long · Wang Chuqin | Sverige · Anton Källberg · Kristian Karlsson · Truls Möregårdh | Frankrig · Simon Gauzy · Alexis Lebrun · Félix Lebrun |
|               |                                             |                                                                |                                                       |
| Damesingle    | Chen Meng · Kina                            | Sun Yingsha · Kina                                             | Hina Hayata · Japan                                   |
| Damernes hold | Kina · Sun Yingsha · Wang Manyu · Chen Meng | Japan · Hina Hayata · Miwa Harimoto · Miu Hirano               | Sydkorea · Shin Yu-bin · Jeon Ji-hee · Lee Eun-hye    |
|               |                                             |                                                                |                                                       |
| Mixed double  | Kina · Wang Chuqin · Sun Yingsha            | Nordkorea · Ri Jong-sik · Kim Kum-yong                         | Sydkorea · Lim Jong-hoon · Shin Yu-bin                |